# Diócesis de Ardmore
La diócesis de Ardmore o de Árd Mór (en latín: Dioecesis Ardmorensis, en inglés: Diocese of Ardmore y en irlandés: Deoise Aird Mhór) fue una circunscripción eclesiástica de la Iglesia católica en Irlanda. Se trataba de una diócesis latina, sufragánea de la arquidiócesis de Cashel. Fue suprimida circa 1211 y restaurada como diócesis titular en 1969 como diócesis de Ardmore o Árd Mór. Desde el 28 de mayo de 1997 su obispo titular es Raymond W. Field.

## Territorio y organización
La diócesis extendía su jurisdicción sobre los fieles católicos de rito latino residentes en parte del actual condado de Waterford.
La sede de la diócesis se encontraba en la localidad de Ardmore (o Árd Mór), en donde se hallan las ruinas de la Catedral de San Declano, que tras la Reforma anglicana del siglo XVI probablemente fue el momento de su destrucción y la iglesia de San Pablo de la Iglesia de Irlanda fue construida en sus inmediaciones.

## Historia
Ardmore está asociado con un santo del siglo V, Declano de Ardmore, quien se dice fundó un monasterio en la zona. Declano, considerado santo patrón de los déisi de Munster Oriental, es uno de los varios santos de Munster que, según se dice, precedieron a san Patricio en la introducción del cristianismo en Irlanda. San Declano fue consagrado obispo por san Patricio en el año 448. Como todas las antiguas sedes irlandesas, Ardmore también era una diócesis monástica, donde el abad del monasterio, no necesariamente obispo ordenado, tenía jurisdicción sobre Ardmore y sus monasterios afiliados. La sede de Ardmore probablemente competía con la de Lismore. En el siglo IX se construyó una nueva iglesia en el monasterio de San Declán, que sustituyó a un antiguo oratorio.
Ardmore no figura entre las diócesis establecidas por el Sínodo de Ráth Breasail en 1111.
En el Sínodo de Kells de 1152, la sede de Ardmore fue suprimida y su territorio se incorporó a la diócesis de Lismore. Sin embargo, en la lista que el cardenal Paparoni elaboró en preparación para el Sínodo de Kells, Ardmore fue nombrado como un monasterio que reclamaba el estatus de diócesis.
Un obispo de Ardmore prestó juramento de fidelidad a Enrique II de Inglaterra en 1172. El obispo Eugenio aparece como testigo de una carta algunos años después, y también actuó como obispo sufragáneo (auxiliar) en la diócesis de Lichfield en 1184 y 1185. Ua Selbaig, fallecido en Cork en 1205, pudo haber sido obispo de Ardmore o de Ross. Se cree que los obispos de Ardmore contaban con el apoyo de los reyes déise. Cuando el rey déise Muirchertach Ua Bric fue hecho prisionero en Lismore en 1153, el reino pasó a manos de la familia rival Uí Fáeláin: según otra hipótesis respaldada por datos arqueológicos, habrían apoyado a los obispos de Ardmore. Aunque algunas fuenyes mencionan que a finales del siglo XII Ardmore se incorporó a Lismore, la última referencia a un obispo independiente de Ardmore data de 1210, cuando el papa Inocencio III la incluyó entre las 11 diócesis sufragáneas de Cashel.

### Diócesis titular
Desde 1969 Ardmore figura entre las sedes episcopales titulares de la Iglesia católica como diócesis de Ardmore o Árd Mór. Desde el 28 de mayo de 1997 su obispo titular es Raymond W. Field, obispo auxiliar emérito de la arquidiócesis de Dublín.

## Episcopologio
- San Declano † (448-?)
- San Ultan †
- Anónimo † (mencionado en 1172)

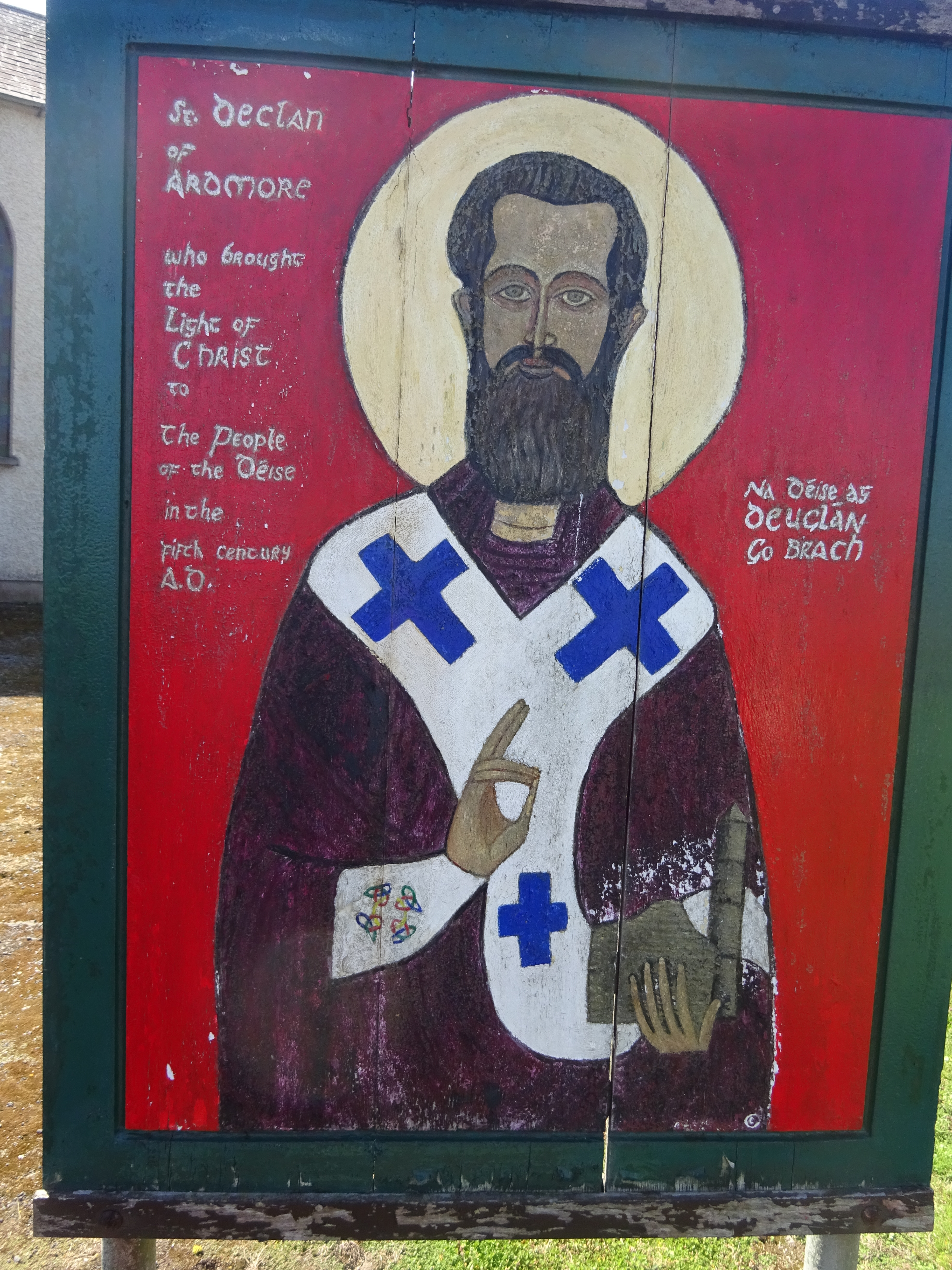
San Declano, primer obispo de Ardmore

- Eugenius † (antes de 1184-después de 1185)

### Obispos titulares
- James Holmes-Siedle, M.Afr. † (15 de diciembre de 1969-22 de mayo de 1995 falleció)
- Raymond W. Field, desde el 28 de mayo de 1997